# Sebastián Yatra

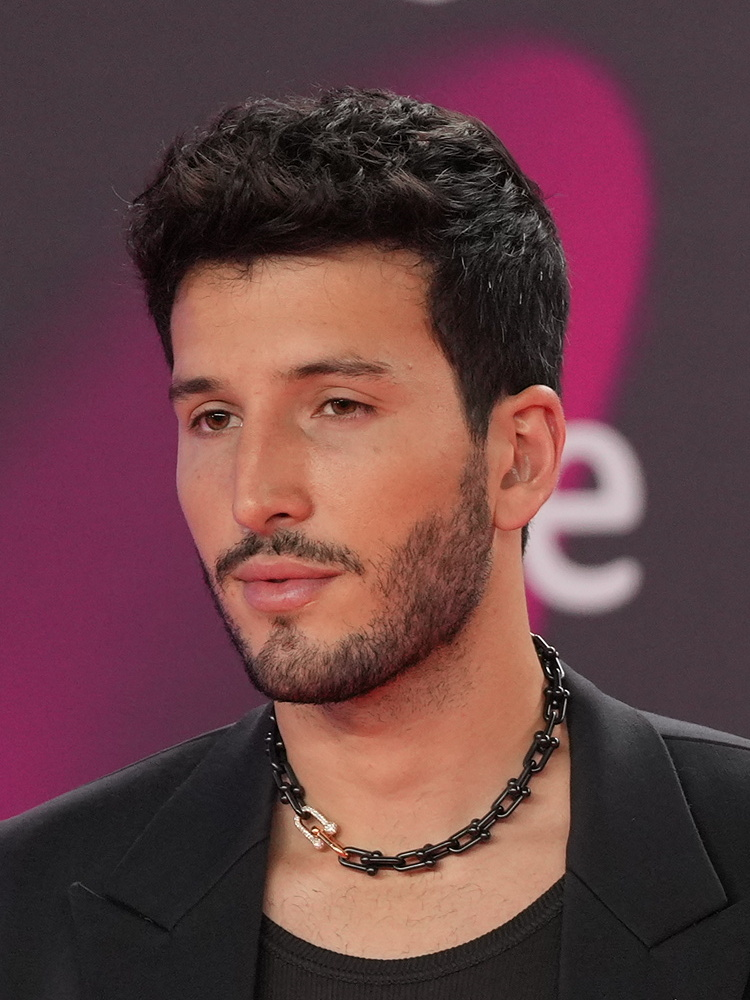
Sebastián Yatra (2023)

Sebastián Yatra (* 15. Oktober 1994 in Medellín, bürgerlich Sebastián Obando Giraldo) ist ein kolumbianischer Sänger und Songwriter.

## Karriere
Yatra lebte seit seinem fünften Lebensjahr in Miami. 2013 begann er, eigene Lieder zu veröffentlichen, zuerst erfolglos. 2014 zog er zurück nach Kolumbien. Seinen ersten Charterfolg hatte er 2015 mit einem Featuring zur Single Por fin te encontré von Cali y el Dandee. Der Song schaffte es bis auf den ersten Platz der spanischen Charts. 2016 und 2017 folgten weitere erfolgreiche Solosingles und Kollaborationen mit bekannten Künstlern der spanischsprachigen Popmusik wie Wisin und Joey Montana. 2017 wurde er außerdem für zwei Latin Grammys nominiert.
2021 nahm Yatra für den Animationsfilm Encanto das spanische Lied "Dos Oruguitas" auf. Das Lied von Lin-Manuel Miranda wurde als eines von fünf Liedern für die Kategorie "Bester Song" für die Oscarverleihung 2022 nominiert.

## Diskografie
Studioalben

| Jahr | Titel Musiklabel                | Höchstplatzierung, Gesamtwochen, AuszeichnungChartplatzierungen (Jahr, Titel, Musiklabel, Platzierungen, Wochen, Auszeichnungen, Anmerkungen) | Höchstplatzierung, Gesamtwochen, AuszeichnungChartplatzierungen (Jahr, Titel, Musiklabel, Platzierungen, Wochen, Auszeichnungen, Anmerkungen) | Höchstplatzierung, Gesamtwochen, AuszeichnungChartplatzierungen (Jahr, Titel, Musiklabel, Platzierungen, Wochen, Auszeichnungen, Anmerkungen) | Anmerkungen                           |
| Jahr | Titel Musiklabel                | Latin | ES | CO | Anmerkungen                           |
| ---- | ------------------------------- | --- | --- | --- | ------------------------------------- |
| 2018 | Mantra Universal Music Latino   | Latin3 ×2Doppelplatin · (68 Wo.)Latin | ES22 (3 Wo.)ES | CO— ×4VierfachplatinCO | Erstveröffentlichung: 18. Mai 2018    |
| 2019 | Fantasía Universal Music Latino | Latin5 Platin · (8 Wo.)Latin | ES4 (30 Wo.)ES | CO— ×2DoppelplatinCO | Erstveröffentlichung: 12. April 2019  |
| 2022 | Dharma Universal Music Latino   | Latin13 ×5Fünffachplatin · (35 Wo.)Latin | ES1 Platin · (149 Wo.)ES | CO— ×2DoppeldiamantCO | Erstveröffentlichung: 28. Januar 2022 |

## Belege
1. ↑  billboard.com
2. ↑  billboard.com
3. ↑  Sebastián Yatra on 'Nostalgic' Feeling of Recording 'Encanto' Song With Lin-Manuel Miranda (Exclusive) | Entertainment Tonight. Abgerufen am 12. April 2022 (amerikanisches Englisch).
4. ↑  Oscar Nominations 2022 List: Nominees by Category - Oscars 2022 News | 94th Academy Awards. Abgerufen am 12. April 2022 (englisch).
5. ↑  Chartquellen: CH US ES CO